# Elliot Adams
Elliot Quincy Adams (13 settembre 1888 – 12 marzo 1971) è stato uno scienziato statunitense.
Il chimico Gilbert N. Lewis affermò che "le due menti scientifiche più profonde, tra le persone che aveva conosciuto, erano quelle di E[lliot] Q. Adams e Albert Einstein". 

## Biografia
Adams era il figlio di Edward Perkins e Etta Medora (Elliot) Adams, e un discendente di John Adams, circa 1650 da Cambridge, Massachusetts. Laureato alla Medford High School di Medford, Massachusetts, frequentò il Massachusetts Institute of Technology, studiando ingegneria chimica con Gilbert N. Lewis (1875-1946). Nel 1909 ha conseguito la laurea in ingegneria chimica. Dopo la laurea, Adams ha assunto una posizione presso il General Electric Research Laboratory a Schenectady, New York, dove ha lavorato con Irving Langmuir sui problemi relativi al trasferimento di calore. Nel 1912, Elliot Q. Adams sviluppò una formula matematica per descrivere la perdita di conduzione-convezione di un filamento incandescente che stava operando in un ambiente gassoso. Nello stesso anno si trasferì a Berkeley, in California, per gli studi di dottorato presso l' Università della California. Nel 1914 ottenne il dottorato di ricerca sotto la direzione di Gilbert N. Lewis.
Nel 1917 Adams si trasferì a Washington, DC, per svolgere ricerche nel Color Laboratory del Dipartimento dell'Agricoltura degli Stati Uniti. Dal 1921 al 1949, quando andò in pensione, lavorò per la General Electric a Nela Park, East Cleveland, Ohio. Ha dato un contributo fondamentale alla scienza del colore nel suo articolo del 1942, "XZ planes in the 1931 ICI system of colorimetry".  In questo articolo, fornisce due modelli per spazi colore percettivamente uniformi . Uno, che ha definito "valore cromatico", è stato il precursore del moderno spazio colore uniforme CIELAB; l'altro, che chiamò " valenza cromatica", era il diretto antenato dello spazio colore Hunter Lab e forniva gli elementi dell'odierno CIELUV. Il documento ha dimostrato come trasformazioni relativamente semplici dal sistema di colori Munsell nello spazio colore XYZ possono produrre una distribuzione relativamente uniforme di tonalità e croma.
Adams era membro dell'American Association for the Advancement of Science, dell'American Physical Society, della Mineralogical Society of America e della Illuminating Engineering Society. Nel 1941 ricevette il Silver Beaver Award dai Boy Scouts of America. Il suo lavoro più riconosciuto è il libro intitolato Fluorescent and Other Gaseous Discharge Lamps, scritto in collaborazione con WE Forsythe.